# MNOS
MNOS (del ruso: МобильНая Операционная Система, МНОС) o Sistema Operativo Portátil, fue un sistema operativo Unix-like desarrollado en la URSS. Fue una derivación del UNIX Versión 6 y por consiguiente fuertemente modificado para incorporar muchas de las características del BSD. Disfrutó de cierta popularidad en la Unión Soviética y otros países del bloque del este desde 1983 hasta 1986, esto debido a su ligereza y mejor rendimiento que otras versiones del UNIX Versión 7 ( y después, incluso sobre otras alternativas del BSD).
Su desarrollo fue iniciado en el IPK Minavtoproma en Moscú en 1991, y su desarrollo continuó en cooperación con otros institutos, incluyendo en Instituto Kurchátov. MNOS y su alternativa DEMOS versión 1.x, fueron gradualmente combinados desde 1986 hasta 1990 dando como resultado su unión en el DEMOS versión 2.x. MNOS fue el primer UNIX bilingüe, y usaba el código de caracteres Cirílico, propietario, de 8 bits, U-code, el cual fue desechado a favor del KOI-8 en el proceso de unión con DEMOS.
El origen del denominador de versión “RL” es "Rabochaya Loshadka" ó caballito de trabajo. 